# Alrisha
Alrisha o Alrescha (α Piscium) è una stella binaria situata nella costellazione dei Pesci. Il nome deriva dall'arabo الرشآء (al-rišā') e significa "la corda del pozzo". Alrisha presenta una magnitudine apparente dalla Terra di 3,81 ed è distante dal sistema solare 150 al. Le componenti del sistema sono separate tra loro di 1,3 secondi d'arco.

## Osservazione
Si tratta di una stella situata nell'emisfero celeste boreale, ma molto in prossimità dell'equatore celeste; ciò comporta che possa essere osservata da tutte le regioni abitate della Terra senza alcuna difficoltà e che sia invisibile soltanto nelle aree più interne del continente antartico. Nell'emisfero nord invece appare circumpolare solo molto oltre il circolo polare artico. Essendo di magnitudine 3,8, la si può osservare anche dai piccoli centri urbani senza difficoltà, sebbene un cielo non eccessivamente inquinato sia maggiormente indicato per la sua individuazione. 
Il periodo migliore per la sua osservazione nel cielo serale ricade nei mesi compresi fra settembre e febbraio; da entrambi gli emisferi il periodo di visibilità rimane indicativamente lo stesso, grazie alla posizione della stella non lontana dall'equatore celeste.

## Sistema stellare
Le due componenti del sistema orbitano attorno al comune centro di massa in un periodo di 720 anni, a una distanza media tra loro di 120 UA, anche se a causa dell'alta eccentricità orbitale questa distanza varia tra 50 e 190 UA.
Alrisha A, la componente principale, ha una magnitudine di +4,33, è 2,3 volte più massiccia del Sole e 30 volte più luminosa. Il suo tipo spettrale è A0p, dove la p indica che è una stella bianca peculiare, ha un campo magnetico particolarmente forte, 1000 volte superiore al campo magnetico terrestre.
Alrisha B è di classe Am; in questo caso la m è indice di una stella che mostra una sovrabbondanza di metalli. La sua magnitudine apparente è +5,23 ed è un po' meno massiccia e luminosa della compagna.
La distanza minima tra le due componenti avverrà nel 2060.